# Mîkolaiivka (Ovidiopol), Odesa
Mîkolaiivka (în ucraineană Миколаївка) este un sat în raionul Odesa, regiunea Odesa, Ucraina, formată numai din satul de reședință.

## Demografie
Componența lingvistică a comunei Mîkolaiivka
     Ucraineană (88,88%)
     Rusă (6,42%)
     Belarusă (2,14%)
     Română (1,8%)
     Alte limbi (0,35%)
Conform recensământului din 2001, majoritatea populației comunei Mîkolaiivka era vorbitoare de ucraineană (88,88%), existând în minoritate și vorbitori de rusă (6,42%), belarusă (2,14%) și română (1,8%).